# Institución económica
Institución económica es un concepto de la ciencia económica, definido por la escuela denominada justamente institucionalismo económico y tal como la entiende esta teoría (una versión elaborada desde el liberalismo), como la forma en que se relacionan las personas en su tendencia natural a, mediante la búsqueda del mero interés individual, obtener como consecuencia el mayor beneficio para el grupo social.
Instituciones económicas serían las normas, usos y costumbres que rigen las relaciones sociales y económicas entre los miembros del grupo. El beneficio de una institución aumenta con la eficiencia que esta genera en la economía y con la reducción de sus costes de transacción y de costes de información; lo que estará en relación directa con la experiencia que acumulen los agentes económicos y con la transparencia y sencillez de las reglas del sistema; y en relación inversa con el número de individuos que las ejecutan.